# Michel-Ange Houasse
Michel Ange Houasse (* 1680 in Paris; † 1730 in Arpajon) war ein französischer Maler des Barocks.

## Leben
Sein Vater war der Maler René-Antoine Houasse. Michel Ange Houasse verbrachte den größten Teil seines Lebens am königlich spanischen Hofe von Philipp V. Bekannt wurde er für seine Porträt- und Genremalerei. Am spanischen königlichen Hofe porträtierte er unter anderem verschiedene Mitglieder der Königsfamilie. In späteren Jahren seines Lebens geriet er in berufliche Konflikte mit dem französischen Hofmaler Jean Ranc in Spanien.

## Werke (Auswahl)

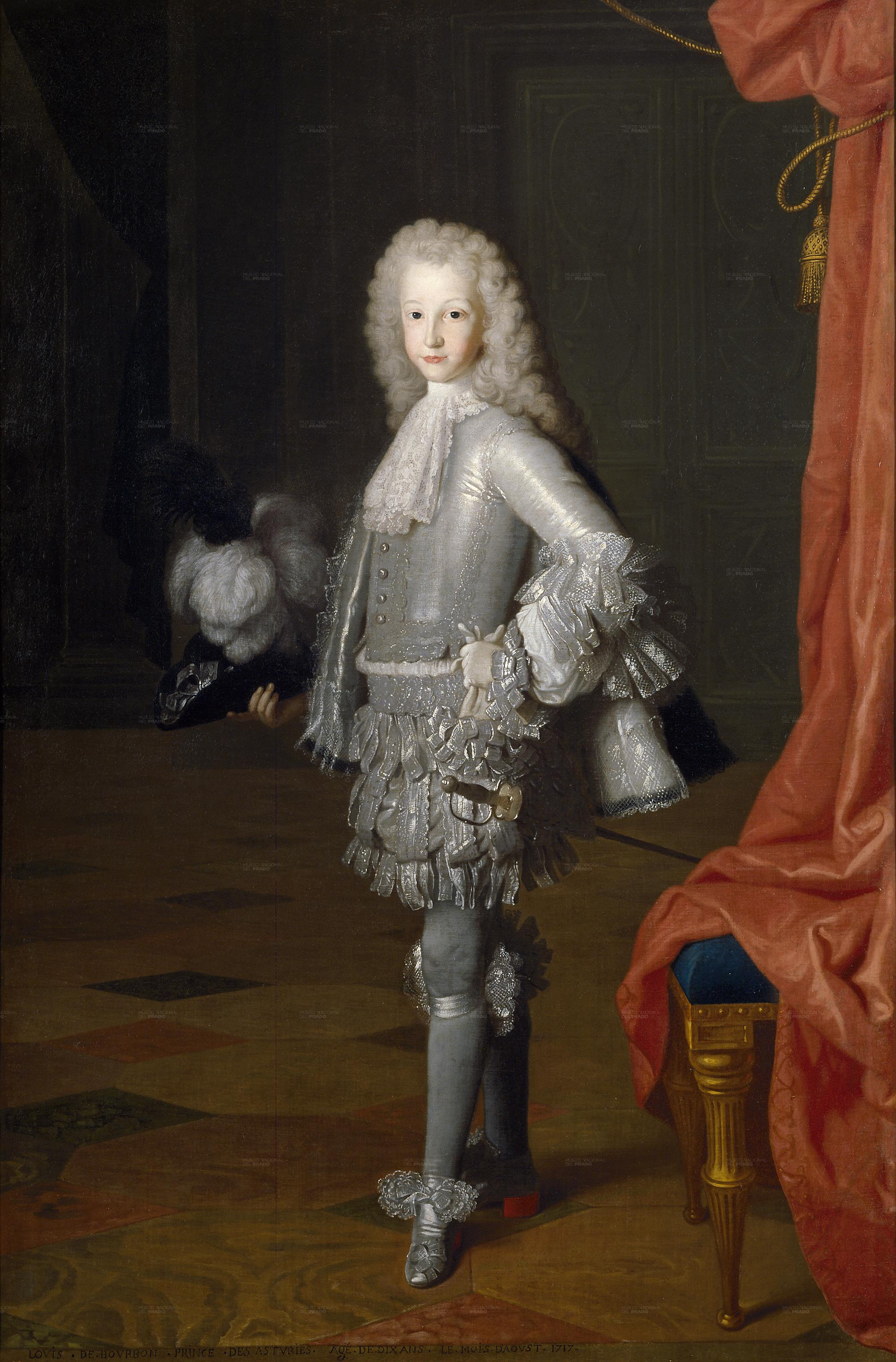
Porträt von Ludwig I. von Spanien
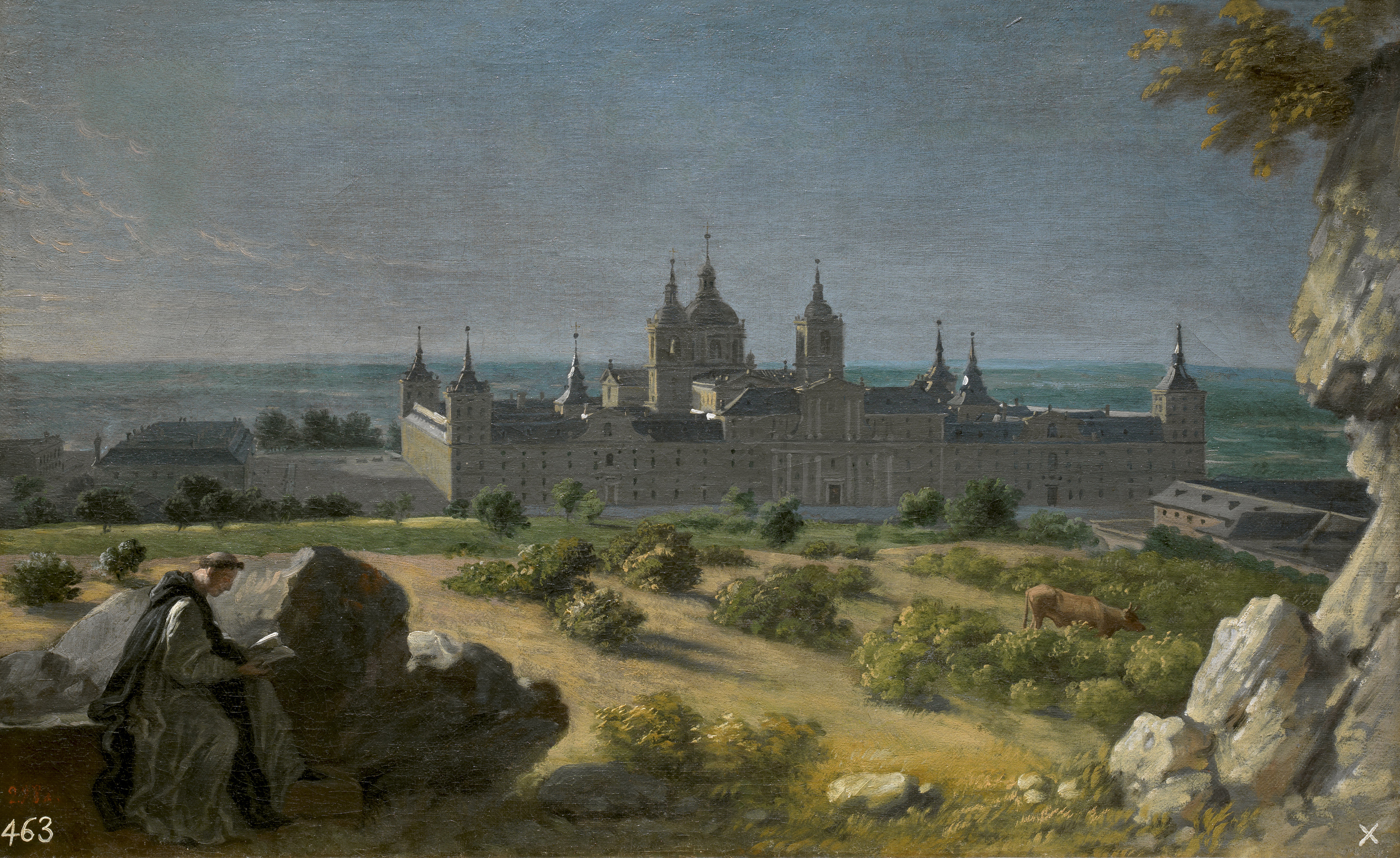
El Escorial, 1723
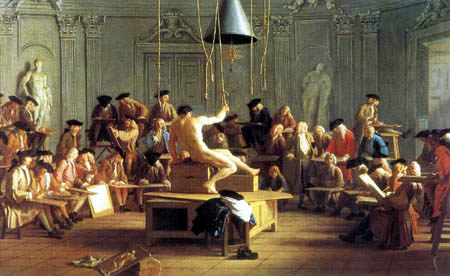
In der Kunstschule, 1728
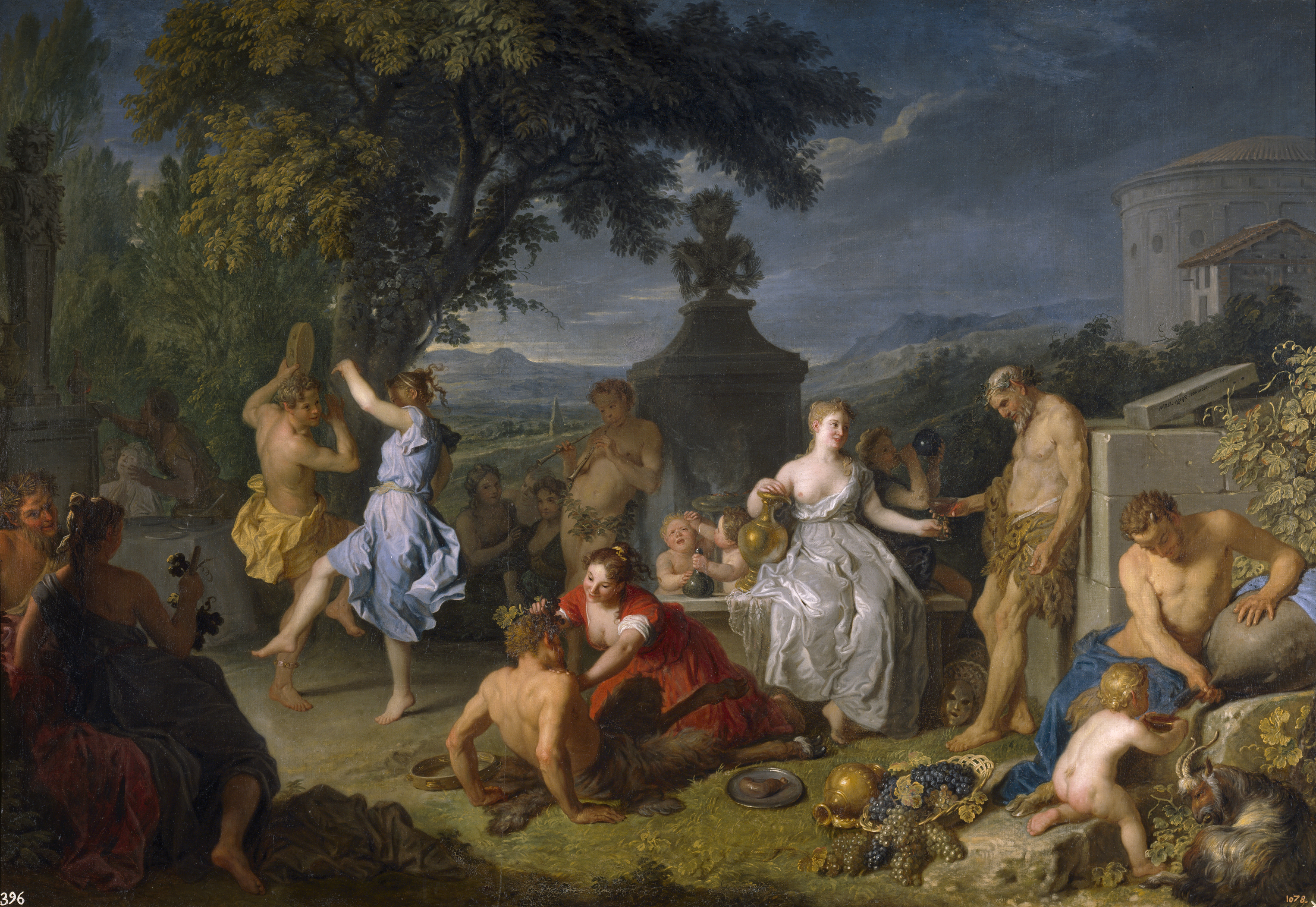
Bacchanal